# The Argument
The Argument (с англ. — «Аргумент») — шестой и последний студийный альбом пост-хардкор-группы Fugazi, выпущенный 16 октября 2001 года на лейбле Dischord Records. Он был записан в студии Дона Зиентара Inner Ear Studios в Арлингтоне, штат Виргиния, и в Dischord House в период с января по апрель 2001 года. Это был последний релиз группы (одновременно с миньоном Furniture) перед перерывом в 2003 году, до выпуска First Demo более тринадцати лет спустя.
После своего выпуска The Argument был положительно встречен критиками и снискал коммерческий успех. Многие критики назвали его лучшим альбомом группы, а также одним из самых важных релизов в жанре пост-хардкор.

## Предыстория
Альбом The Argument демонстрирует, как группа Fugazi продолжает развивать более экспериментальные арт-панк-пристрастия альбомов Red Medicine и End Hits, а также активно включает в своё звучание другие инструменты, такие как фортепиано и виолончель. В альбоме также были представлены первые обширные вклады сторонних музыкантов, в первую очередь давнего концертного техника Джерри Бушера, который добавил перкуссию на второй ударной установке к нескольким песням альбома, а также Кэти Уилкокс из Bikini Kill и Бриджит Кросс из Unrust, которые подпевали на некоторых песнях.
Когда в интервью 2001 года в журнале Guitar World спросили о значении названия альбома, вокалист/гитарист Иэн Маккей описал его (и название песни, от которого происходит название альбома) как «антивоенный манифест». Маккей развил это, заявив: «основной смысл песни в том, что я не соглашусь с войной по всем направлениям. Это также говорит о более весомом аргументе: эти гигантские самолеты сбрасывают тонны смертоносного оружия, выбивают из всех дерьмо, а парни бегают с оружием. И это аргумент колоссального масштаба».

## Запись
Группа начала работу над The Argument в 1999 году, после гастролей в поддержку End Hits. Этот процесс привёл к тому, что группе потребовалось больше времени, чем обычно, для написания и демонстрации материала. Каждый участник привнёс в группу свои индивидуальные риффы и идеи, исполнил них, а затем начали собирать песни по кусочкам в различные конфигурации, прежде чем принять решение о том, что стало окончательными версиями.
В некоторых случаях группа отбирала песни, которые уже были написаны, чтобы сформировать совершенно новые произведения. Когда вокалиста/гитариста Ги Пиччотто спросили об этом процессе и, в частности, о песне «Epic Problem», он объяснил Pitchfork Media в 2002 году следующее: 

На этот раз, по какой-то причине, мы просто придумали новую идею для этого. Весь куплет этой песни отличается от того, что у нас было раньше, и вдруг припев. Это похоже на конструктор Lego. Я имею в виду, что мы действительно так работаем. Мы собираем запасы деталей и идей, а затем просто продолжаем соединять их вместе, пока что-то не сработает. Есть песня «Full Disclosure» и есть песня «Strangelight»; долгое время это была одна и та же песня. Но если вы послушаете запись, то поймёте, что они звучат совсем не так. Трудно представить, что они когда-либо могли быть связаны, но долгое время так оно и было.
 Другие композиции, такие как «The Kill», были полностью аранжированы в студии.
Сессии записи альбома проходили с января по апрель 2001 года в студиях Inner Ear и Dischord House в Арлингтоне, штат Виргиния, к западу от Вашингтона, округ Колумбия. Группа снова работала с продюсером/инженером Доном Зиентарой. В процессе записи значительное количество времени было потрачено на доработку каждой песни, в частности на партии барабанов альбома, в попытке придать альбому неповторимый вид. Барабанщик Брендан Кэнти объяснил Modern Drummer, что «мы записали их все очень по-разному с точки зрения звуков барабана. Мы использовали множество различных ударных установок, тарелок, малых барабанов и техник микширования».
«Oh» — единственная песня в дискографии Fugazi, в которой все три вокалиста группы (Пиччотто, Маккей, Лалли) представлены в одной песне.

## Художественное оформление
На обложке альбома изображена фотографическая иллюстрация, состоящая из двух плотно обрезанных изображений того, что похоже на бронзовую рельефную табличку: две руки правосудия, вытянутые в противоположных направлениях, одна с факелом в руке, а другая пустая. Вставка компакт-диска имеет две серебряные складки, которые раскрывая, будет открыт буклет с изображением мемориальной доски в память о Сандре Ли Шойер - жертве во время стрельбы в штате Кент, на которой выгравированы её имя и дата смерти; 4 мая 1970 года. Когда Ги Пиччотто спросили о значении обложки в интервью 2001 года, он предложил следующее: «со временем ты поймёшь, что это значит. Это как химическое вещество — вы выпускаете его наружу, и реакция, которую оно порождает, — вот что такое искусство».

## Отзывы критиков
| Совокупная оценка             | Совокупная оценка |
| Источник                      | Оценка            |
| ----------------------------- | ----------------- |
| Metacritic                    | 87/100            |
| Оценки критиков               |                   |
| Источник                      | Оценка            |
| AllMusic                      | [ 3 ]             |
| Alternative Press             | 8/10              |
| Entertainment Weekly          | B                 |
| NME                           | 8/10              |
| Pitchfork Media               | 8.5/10            |
| Q                             | [ 15 ]            |
| Rolling Stone                 | [ 16 ]            |
| The Rolling Stone Album Guide | [ 17 ]            |
| Spin                          | 9/10              |
| The Village Voice             | B+                |

В апреле 2001 года группа отправилась в турне по США. The Argument был выпущен лейблом Dischord Records 16 октября 2001 года вместе с их миньоном Furniture, почти через четыре года после выпуска End Hits. Арион Бергер из Rolling Stone назвал его «бодрящим» и «интеллектуальным», в то время как Крис Тру из AllMusic назвал альбом «потрясающим и покалывающим одновременно» и заявил, что «группа снова подняла планку для себя и других». Он также отметил, что альбом «затронул странную новую территорию». В целом реакция критиков на альбом была очень положительной. На сайте Metacritic, который присваивает нормализованный рейтинг из 100 рецензиям основных критиков, альбом получил средний балл 87, основанный на 20 рецензиях.

### Влияние
The Argument продолжал получать признание, появляясь в ряде списков на конец года, включая списки Pitchfork, Kerrang!, NME, The A.V. Club и многие другие . В следующем году в Spin писали, что с The Argument «Fugazi совершили редкий подвиг, выпустив свой лучший альбом почти за 15 лет своей карьеры». В 2008 году артист Марк Титчнер, номинированный на премию Тёрнера, поместил песню «The Kill» под номером 1 в своём списке 10 лучших песен о свободе. В конце десятилетия многие (преимущественно американские) издания включили альбом в свои списки лучших альбомов десятилетия. Согласно Acclaimedmusic — веб-сайту, который объединяет информацию из множества различных источников для ранжирования альбомов и песен по признанию критиков, The Argument является 145-м лучшим альбомом десятилетия и 1073-м лучшим альбомом всех времён:

### Награды
| Издание         | Страна | Награждение                                 | Позиция |
| --------------- | ------ | ------------------------------------------- | ------- |
| Pitchfork       | US     | Top 200 Albums of the 2000s                 | 45      |
| Cokemachineglow | Canada | Top 100 Albums of the 2000s                 | 29      |
| Decibel         | US     | Top 100 Greatest Metal Albums Of The Decade | 23      |
| Michigan Daily  | US     | Top 50 Albums of the New Millennium         | 40      |
| One Thirty BPM  | US     | Top 100 Albums of the 2000s                 | 80      |
| PopMatters      | US     | The 100 Best Albums of the 2000s            | 66      |
| The A.V. Club   | US     | The best music of the decade                | 32      |
| eMusic          | US     | eMusic’s 100 albums of the decade           | 12      |

В 2012 году Stereogum назвал его лучшим альбомом группы, написав: «Если бы „пост-панк“ был описательным термином, а не жанром, изобретённым журналистами, The Argument мог бы быть одним из единственных альбомов, достойных такого отличия. […] Только после повторных прослушиваний альбом становится окончательным заявлением наряду с Daydream Nation, Zen Arcade или Kid A. Странный, шаткий и замечательный, The Argument — шедевр Fugazi». Альбом был положительно оценён многими источниками до выпуска First Demo в 2014 году. Группа была включена в список Consequence of Sound «10 артистов, которые выпустили свой лучший альбом», на веб-сайте написано, что The Argument «открывается и раскрывается как расцвет всей карьеры группы, пронизанный фортепиано, виолончелью и (да) акустической гитарой, в которой звучат некоторые из самых жестоких песен, которые Ги Пиччотто или Маккей создали вместе или порознь». В обзоре о группе в Alternative Press писали, что «последний (не завершающий; помните, что они на перерыве) альбом […] нашёл Fugazi как жизненно важный, актуальный и мелодичный, как никогда. И тогда это было так: экран погас, без нарастания или предупреждения, так же тихо, как заглавная композиция этого альбома». «Если их первые два мини-альбома и Repeater были пропагандой для некоторых — релизы, которые приказывали слушателю делать или не делать определённые вещи», — подмечают в Tiny Mix Tapes, «то The Argument был знаком вопроса для всех, приглашая слушателей услышать точку зрения группы и заставить их думать самостоятельно».
В 2020 году Brooklyn Vegan включил его в свой список «15 альбомов, которые определили бум пост-хардкора 2000-х», написав, что альбом «не звучал как Repeater или „Waiting Room“ или как любой новый пост-хардкор 2001 года, но звучал свежо и хорошо вписывался в более молодые группы, которые обязаны своей карьерой Fugazi». Las Vegas Weekly оценил альбом как один из их любимых за последние 20 лет.

## Список композиций
| №                   | Название            | Ведущий вокал       | Длительность |
| ------------------- | ------------------- | ------------------- | ------------ |
| 1.                  | «Untitled»          |                     | 0:52         |
| 2.                  | «Cashout»           | Иэн Маккей          | 4:24         |
| 3.                  | «Full Disclosure»   | Ги Пиччотто         | 3:53         |
| 4.                  | «Epic Problem»      | И. Маккей           | 3:59         |
| 5.                  | «Life and Limb»     | Г. Пиччотто         | 3:09         |
| 6.                  | «The Kill»          | Джо Лэлли           | 5:27         |
| 7.                  | «Strangelight»      | Г. Пиччотто         | 5:53         |
| 8.                  | «Oh»                | Г. Пиччотто         | 4:29         |
| 9.                  | «Ex-Spectator»      | И. Маккей           | 4:18         |
| 10.                 | «Nightshop»         | Г. Пиччотто         | 4:02         |
| 11.                 | «Argument»          | И. Маккей           | 4:27         |
| Общая длительность: | Общая длительность: | Общая длительность: | 44:53        |

## Участники записи
| Fugazi - Ги Пиччотто — вокал, гитара - Иэн Маккей — вокал, гитара, пианино - Джо Лэлли — вокал, бас-гитара - Брендан Кэнти — пианино, барабаны Приглашённые музыканты - Джерри Бушер — вторые барабаны («Epic Problem», «Oh» и «Ex-Spectator»), перкуссия («Cashout», «The Kill», «Strangelight», «Nightshop» и «Argument») - Бриджит Кросс — бэк-вокал («Life and Limb» и «Full Disclosure») - Кэти Уилкокс — бэк-вокал («Full Disclosure») - Эми Домингес — виолончель («Untitled», «Cashout» и «Strangelight») | Производственный персонал - Fugazi — продюсеры, инженер, микширование - Дон Зиентара — продюсер, инженер, микширование - Чад Кларк — мастеринг (CD-издание) - Джон Лодер — мастеринг (винил-издание) - Джем Коэн — дизайн обложки, фотограф - Дэвид Брайант — фотограф - Стивен Сковенски — фотограф |

## Позиции в чартах
| Год  | Чарт               | Высшая позиция |
| ---- | ------------------ | -------------- |
| 2001 | Billboard 200      | 151            |
| 2001 | Independent Albums | 1              |
| 2001 | UK Albums Chart    | 63             |